# Принцеса-лебідь
Принцеса-лебідь — мультфільм 1994 року.

## Сюжет
У ті казкові часи, коли на землі всюди були зачаровані замки, таємничі лісові хащі, фантастичні тварини і злі чаклуни, сталася ця історія. Історія чарівної принцеси, яку злий чаклун Ротбарт перетворив на лебедя, і принца Дерека, всіх чудових створінь, які жили на березі Лебединого озера, їхньої любові, дружби і боротьби зі злом.

## Українське закадрове озвучення

### Двоголосе закадрове озвучення студії «1+1» (2006)
- Переклад: Аліни Гаєвської
- Режисер: Володимир Коваленко
- Звукорежисер: Віктор Коляда
- Літературний редактор: Оксана Батюк
- Ролі озвучували: Юрій Коваленко та Інна Капінос

### Двоголосе закадрове озвучення телекомпанії «Новий канал» (2011)
- Ролі озвучували: Роман Чупіс та Катерина Буцька